# Ricardo Franco
Ricardo Franco Rubio, né le 24 mai 1949 à Madrid et mort le 20 mai 1998  dans la même ville, est un cinéaste espagnol. Il s’est illustré dans diverses disciplines cinématographiques comme réalisateur, monteur, assistant technicien, scénariste et acteur.

## Biographie
Après avoir poursuivi des études de droit, de philosophie et de médecine, Ricardo Franco fait ses premières armes au cinéma en 1969. D’abord comme assistant réalisateur auprès de son oncle, le cinéaste Jesús Franco : Die Folterkammer des Dr Fu Man Chu, Marquis de Sade : Justine, puis comme réalisateur d’un court métrage — sur un scénario de son cousin, l’écrivain Javier Marías : Gospel, le monstre.
L’année suivante, il produit et tourne son premier film : El Desastre de annual ; aussitôt censuré par le pouvoir franquiste. Il remporte son premier succès en 1976 avec Pascual Duarte  – tiré du roman du prix Nobel de littérature Camilo José Cela. Le film est présenté au Festival de Cannes 1978 et reçoit un bon accueil de la critique et du public.
Outre le cinéma, Il réalise des séries policières pour la télévision, publie un recueil de poèmes et se distingue comme parolier de chansons. Il a également composé la musique de quatre courts métrages.
En 1997, il reçoit la Médaille d'or du mérite des beaux-arts par le Ministère de l'Éducation, de la Culture et des Sports.
Il meurt des suites d’un infarctus dans la nuit du mercredi au jeudi 20 mai 1998, dans un hôpital de Madrid. Il était âgé de quarante-huit ans et venait d’entamer le tournage de Lagrimas negra.

## Filmographie

### Comme assistant-réalisateur
- 1968 : Justine ou les Infortunes de la vertu (Marquis de Sade's Justine) de Jesús Franco
- 1968 : Die Folterkammer des Dr Fu Man Chu de Jesús Franco

### Comme réalisateur
- 1970 : El Desastre de Annual.
- 1976 : El Increíble aumento del coste de la vida.
- 1976 : Pascual Duarte. En compétition au Festival de Cannes en 1976. Prix d'interprétation masculine pour José Luis Gómez.
- 1978 : Les Épaves du naufrage (Los restos del naufragio), avec Ángela Molina. En compétition au Festival de Cannes en 1978.
- 1986 : Gringo mojado.
- 1988 : Berlín Blues, avec Julia Migenes. Sept nominations aux « Goya » en 1989.
- 1991 : El Sueño de Tánger.
- 1994 : Después de tantos años.
- 1995 : Oh, cielos, avec Ángela Molina.
- 1997 : La Bonne Étoile. Présenté au Festival de Cannes dans la section  « Un certain regard » en 1997. Cinq prix, lors de la douzième édition des « Goya » en janvier 1998 : meilleur réalisateur, meilleur acteur  pour Antonio Resines et meilleur film.
- 1998 : Lágrimas negras. Film posthume, achevé par Fernando Bauluz.